# Mashriq

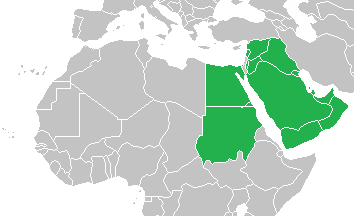
Mashriq

Mashriq (arabiska مشرق , även transkriberat Mashreq, Mashrek) betyder "östern" eller ”landet där solen går upp” och är den geografiska region som sträcker sig från västra gränsen av Egypten till Irans västra gräns. Området omfattar Egypten, Sudan, staterna på Arabiska halvön (Saudiarabien, Jemen, Oman, Förenade Arabemiraten, Qatar, Bahrain och Kuwait), Levanten (Israel, Palestina, Jordanien, Libanon, Syrien) och Irak.
Mashriq är även en arabisk term för de arabiska områdena i Mellanöstern, de östra arabländerna, och som inte tillhör Maghreb, de västra arabländerna, i Nordafrika.